# Dichaetomyia elegans
Dichaetomyia elegans este o specie de muște din genul Dichaetomyia, familia Muscidae, descrisă de Malloch în anul 1928.
Este endemică în Fiji. Conform Catalogue of Life specia Dichaetomyia elegans nu are subspecii cunoscute.